# Europamästerskapen i tyngdlyftning
Europamästerskapen i tyngdlyftning hade premiär 1896 för herrar, och 1988 för damer.

## Tävlingar
| Nummer | År   | Herrar                                     | Damer                               |
| ------ | ---- | ------------------------------------------ | ----------------------------------- |
| 1      | 1896 | Rotterdam, Nederländerna                   | —                                   |
| 2      | 1897 | Wien, Österrike                            | —                                   |
| 3      | 1898 | Amsterdam, Nederländerna                   | —                                   |
| 4      | 1900 | Rotterdam, Nederländerna                   | —                                   |
| 5      | 1901 | Rotterdam, Nederländerna                   | —                                   |
| 6      | 1903 | Haag, Nederländerna                        | —                                   |
| 7      | 1904 | Amsterdam, Nederländerna                   | —                                   |
| 8      | 1905 | Amsterdam, Nederländerna                   | —                                   |
| 9      | 1906 | Haag, Nederländerna                        | —                                   |
| 10     | 1907 | Köpenhamn, Danmark                         | —                                   |
| 11     | 1907 | Wien, Österrike                            | —                                   |
| 12     | 1909 | Malmö, Sverige                             | —                                   |
| 13     | 1909 | Dresden, Preussen, Tyskland                | —                                   |
| 14     | 1911 | Budapest, Ungern                           | —                                   |
| 15     | 1911 | Leipzig, Preussen, Tyskland                | —                                   |
| 16     | 1912 | Wien, Österrike                            | —                                   |
| 17     | 1913 | Brno, Böhmen                               | —                                   |
| 18     | 1914 | Wien, Österrike                            | —                                   |
| 19     | 1921 | Offenbach, Preussen, Tyskland              | —                                   |
| 20     | 1924 | Neunkirchen, Preussen, Tyskland            | —                                   |
| 21     | 1929 | Wien, Österrike                            | —                                   |
| 22     | 1930 | München, Bayern, Tyskland                  | —                                   |
| 23     | 1931 | Luxemburg, Luxemburg                       | —                                   |
| 24     | 1933 | Essen, Preussen, Tyskland                  | —                                   |
| 25     | 1934 | Genua, Italien                             | —                                   |
| 26     | 1935 | Paris, Frankrike                           | —                                   |
| 27     | 1947 | Helsingfors, Finland                       | —                                   |
| 28     | 1948 | London, England, Storbritannien            | —                                   |
| 29     | 1949 | Haag, Nederländerna                        | —                                   |
| 30     | 1950 | Paris, Frankrike                           | —                                   |
| 31     | 1951 | Milano, Italien                            | —                                   |
| 32     | 1952 | Helsingfors, Finland                       | —                                   |
| 33     | 1953 | Stockholm, Sverige                         | —                                   |
| 34     | 1954 | Wien, Österrike                            | —                                   |
| 35     | 1955 | München, Bayern, Västtyskland              | —                                   |
| 36     | 1956 | Helsingfors, Finland                       | —                                   |
| 37     | 1957 | Katowice, Polen                            | —                                   |
| 38     | 1958 | Stockholm, Sverige                         | —                                   |
| 39     | 1959 | Warszawa, Polen                            | —                                   |
| 40     | 1960 | Milano, Italien                            | —                                   |
| 41     | 1961 | Wien, Österrike                            | —                                   |
| 42     | 1962 | Budapest, Ungern                           | —                                   |
| 43     | 1963 | Stockholm, Sverige                         | —                                   |
| 44     | 1964 | Moskva, Ryska SFSR, Sovjet                 | —                                   |
| 45     | 1965 | Sofia, Bulgarien                           | —                                   |
| 46     | 1966 | Östberlin, Östtyskland                     | —                                   |
| 47     | 1968 | Leningrad, Ryska SFSR, Sovjet              | —                                   |
| 48     | 1969 | Warszawa, Polen                            | —                                   |
| 49     | 1970 | Szombathely, Ungern                        | —                                   |
| 50     | 1971 | Sofia, Bulgarien                           | —                                   |
| 51     | 1972 | Constanţa, Rumänien                        | —                                   |
| 53     | 1973 | Madrid, Spanien                            | —                                   |
| 53     | 1974 | Verona, Italien                            | —                                   |
| 54     | 1975 | Moskva, Ryska SFSR, Sovjet                 | —                                   |
| 55     | 1976 | Östberlin, Östtyskland                     | —                                   |
| 56     | 1977 | Stuttgart, Baden-Württemberg, Västtyskland | —                                   |
| 57     | 1978 | Havířov, SR Tjeckien, Tjeckoslovakien      | —                                   |
| 58     | 1979 | Varna, Bulgarien                           | —                                   |
| 59     | 1980 | Belgrad, SR Serbien, Jugoslavien           | —                                   |
| 60     | 1981 | Lille, Frankrike                           | —                                   |
| 61     | 1982 | Ljubljana, SR Slovenien, Jugoslavien       | —                                   |
| 62     | 1983 | Moskva, Ryska SFSR, Sovjet                 | —                                   |
| 63     | 1984 | Vitoria, Spanien                           | —                                   |
| 64     | 1985 | Katowice, Polen                            | —                                   |
| 65     | 1986 | Karl-Marx-Stadt, Östtyskland               | —                                   |
| 66     | 1987 | Reims, Frankrike                           | —                                   |
| 67     | 1988 | Cardiff, Wales, Storbritannien             | San Marino, San Marino              |
| 68     | 1989 | Aten, Grekland                             | Manchester, England, Storbritannien |
| 69     | 1990 | Ålborg, Danmark                            | Santa Cruz de Tenerife, Spanien     |
| 70     | 1991 | Władysławowo, Polen                        | Varna, Bulgarien                    |
| 71     | 1992 | Szekszárd, Ungern                          | Loures, Portugal                    |
| 72     | 1993 | Sofia, Bulgarien                           | Valencia, Spanien                   |
| 73     | 1994 | Sokolov, Tjeckien                          | Rom, Italien                        |
| 74     | 1995 | Warszawa, Polen                            | Beer Sheva, israel                  |
| 75     | 1996 | Stavanger, Norge                           | Prag, Tjeckien                      |
| 76     | 1997 | Rijeka, Kroatien                           | Sevilla, Spanien                    |
| 77     | 1998 | Riesa, Sachsen, Tyskland                   | Riesa, Sachsen, Tyskland            |
| 78     | 1999 | La Coruña, Spanien                         | La Coruña, Spanien                  |
| 79     | 2000 | Sofia, Bulgarien                           | Sofia, Bulgarien                    |
| 80     | 2001 | Trenčín, Slovakien                         | Trenčín, Slovakien                  |
| 81     | 2002 | Antalya, Turkiet                           | Antalya, Turkiet                    |
| 82     | 2003 | Loutraki, Grekland                         | Loutraki, Grekland                  |
| 83     | 2004 | Kiev, Ukraina                              | Kiev, Ukraina                       |
| 84     | 2005 | Sofia, Bulgarien                           | Sofia, Bulgarien                    |
| 85     | 2006 | Władysławowo, Polen                        | Władysławowo, Polen                 |
| 86     | 2007 | Strasbourg, Frankrike                      | Strasbourg, Frankrike               |
| 87     | 2008 | Lignano Sabbiadoro, Italien                | Lignano Sabbiadoro, Italien         |
| 88     | 2009 | Bukarest, Rumänien                         | Bukarest, Rumänien                  |
| 89     | 2010 | Minsk, Vitryssland                         | Minsk, Vitryssland                  |
| 90     | 2011 | Kazan, Ryssland                            | Kazan, Ryssland                     |
| 91     | 2012 | Antalya, Turkiet                           | Antalya, Turkiet                    |
| 92     | 2013 | Tirana, Albanien                           | Tirana, Albanien                    |
| 93     | 2014 | Tel Aviv, Israel                           | Tel Aviv, Israel                    |
| 94     | 2015 | Tbilisi, Georgien                          | Tbilisi, Georgien                   |
| 95     | 2016 | Førde, Norge                               | Førde, Norge                        |
| 96     | 2017 | Split, Kroatien                            | Split, Kroatien                     |
| 97     | 2018 | Bukarest, Rumänien                         | Bukarest, Rumänien                  |
| 98     | 2019 | Batumi, Georgien                           | Batumi, Georgien                    |
| 99     | 2021 | Moskva, Ryssland                           | Moskva, Ryssland                    |
| 100    | 2022 | Tirana, Albanien                           | Tirana, Albanien                    |
| 101    | 2023 | Jerevan, Armenien                          | Jerevan, Armenien                   |
| 102    | 2024 | Sofia, Bulgarien                           | Sofia, Bulgarien                    |
| 103    | 2025 | Chișinău, Moldavien                        | Chișinău, Moldavien                 |
| 104    | 2026 | Batumi, Georgien                           | Batumi, Georgien                    |